# Tetiamana Marmouyet
Tetiamana Marmouyet (26 de diciembre de 1980) es un futbolista de la Polinesia Francesa que juega como mediocampista en el AS Tefana.

## Carrera
Se decidió por el fútbol a la elevada edad de 29 años, desde el comienzo de su carrera juega en el AS Tefana.

### Clubes
| Club      | País               | Año               |
| --------- | ------------------ | ----------------- |
| AS Tefana | Polinesia Francesa | 2010 - actualidad |